# Syrrhapte paradoxal
Syrrhaptes paradoxus
Espèce
Statut de conservation UICN

 LC  : Préoccupation mineure
Le Syrrhapte paradoxal (Syrrhaptes paradoxus) est une espèce d'oiseaux de taille moyenne appartenant à la famille des Pteroclidae.

## Dénomination
Espèce décrite par l'ornithologue Allemand Peter Simon Pallas en 1773 sous le nom de Syrrhaptes paradoxus.

### Nom vernaculaire
- Syrrhapte paradoxal
- Syrrhapte de Pallas

## Description

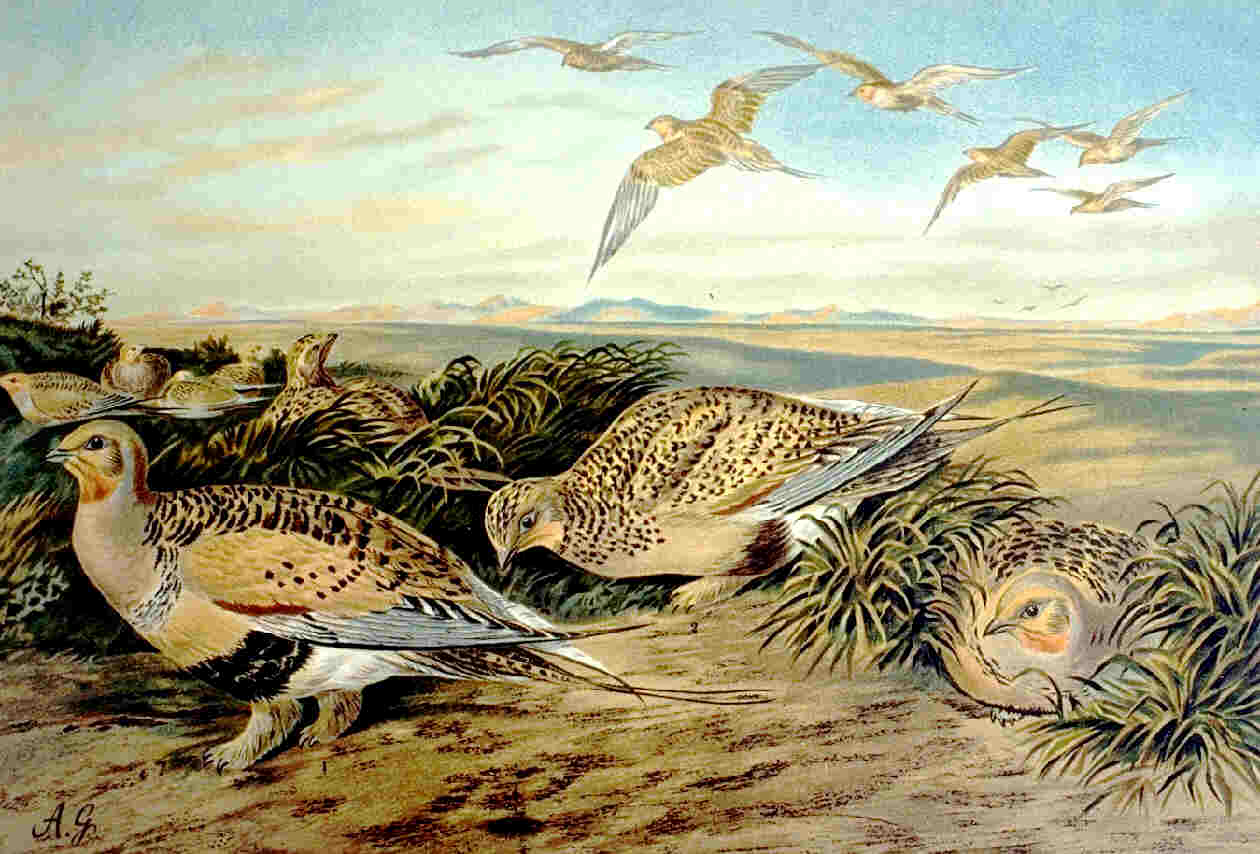

Le syrrhapte paradoxal a une longueur de 30 à 41 cm. Il a un plumage fauve, barré dessus, une tache ventrale noire et de dessous des ailes pâle. Le mâle possède une tête et une poitrine grises, la face orange et une bande pectorale grise. Cette bande fait défaut à la femelle ; celle-ci a le dessus davantage barré et est plus terne.
Le ventre noir et le dessous pâle des ailes distinguent cette espèce de son cousin, le Syrrhapte du Tibet.
Cet oiseau a une petite tête, ressemblant à celle d’un pigeon, mais un corps robuste et compact. Ses ailes et sa queue sont longues et pointues, et il a un vol rapide et direct. Les groupes s’envolent vers les points d’eau à l’aube et au crépuscule. Les pattes et les pieds sont emplumés.

## Répartition

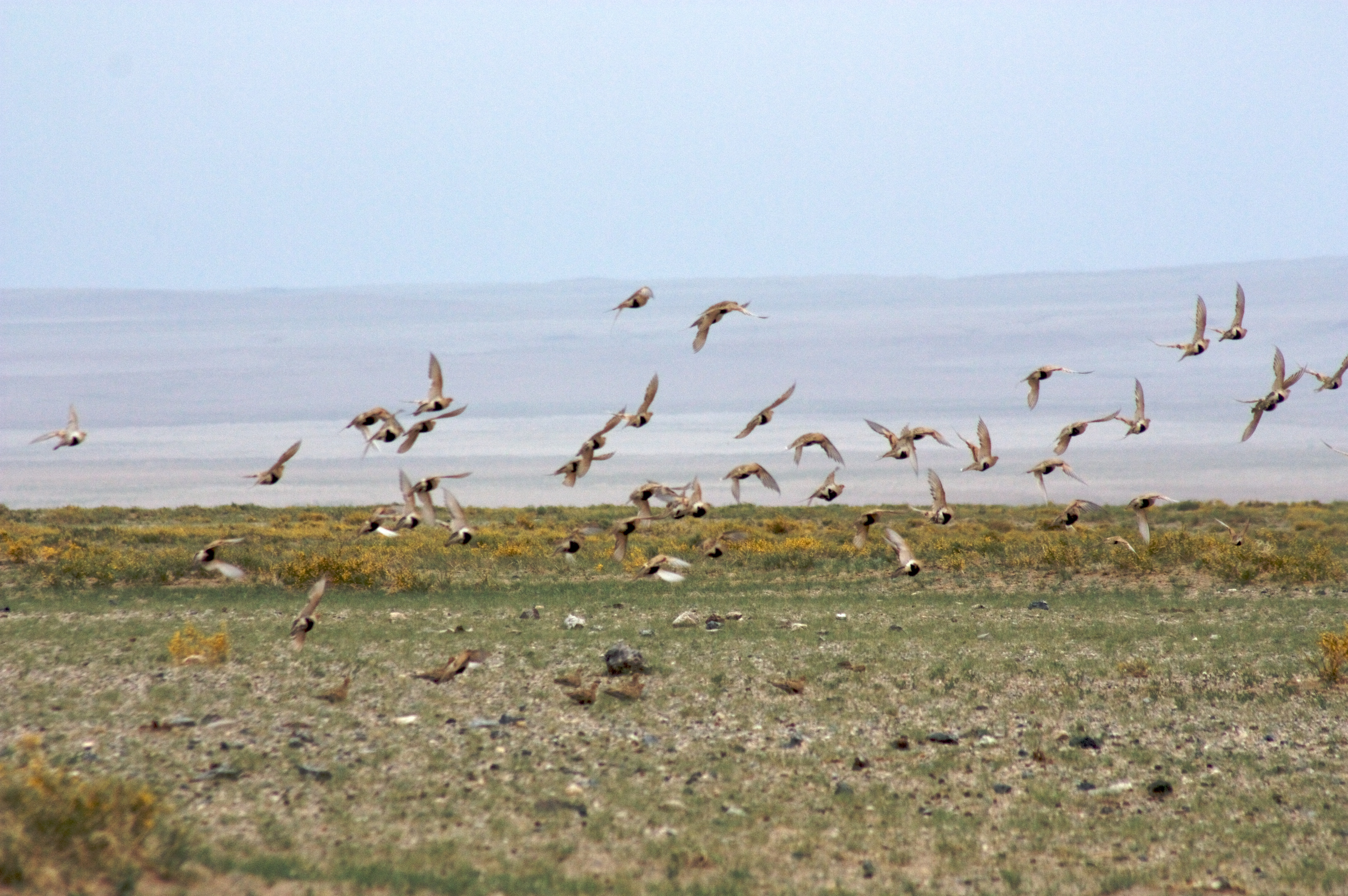
vol de syrrhaptes, désert de Gobi

Cette espèce niche aux latitudes moyennes d’Asie centrale, dans les steppes sèches, comme la steppe de la Tchouïa, et les milieux similaires. Son nid est une dépression grattée à la surface du sol, dans laquelle sont pondus 2 ou 3 œufs verdâtres camouflés par des taches. C’est un migrateur partiel, particulièrement les populations des parties septentrionales de son aire de répartition au Kazakhstan et en Mongolie, mais l’importance du déplacement vers le sud dépend de la quantité des chutes de neige.

## Nidification

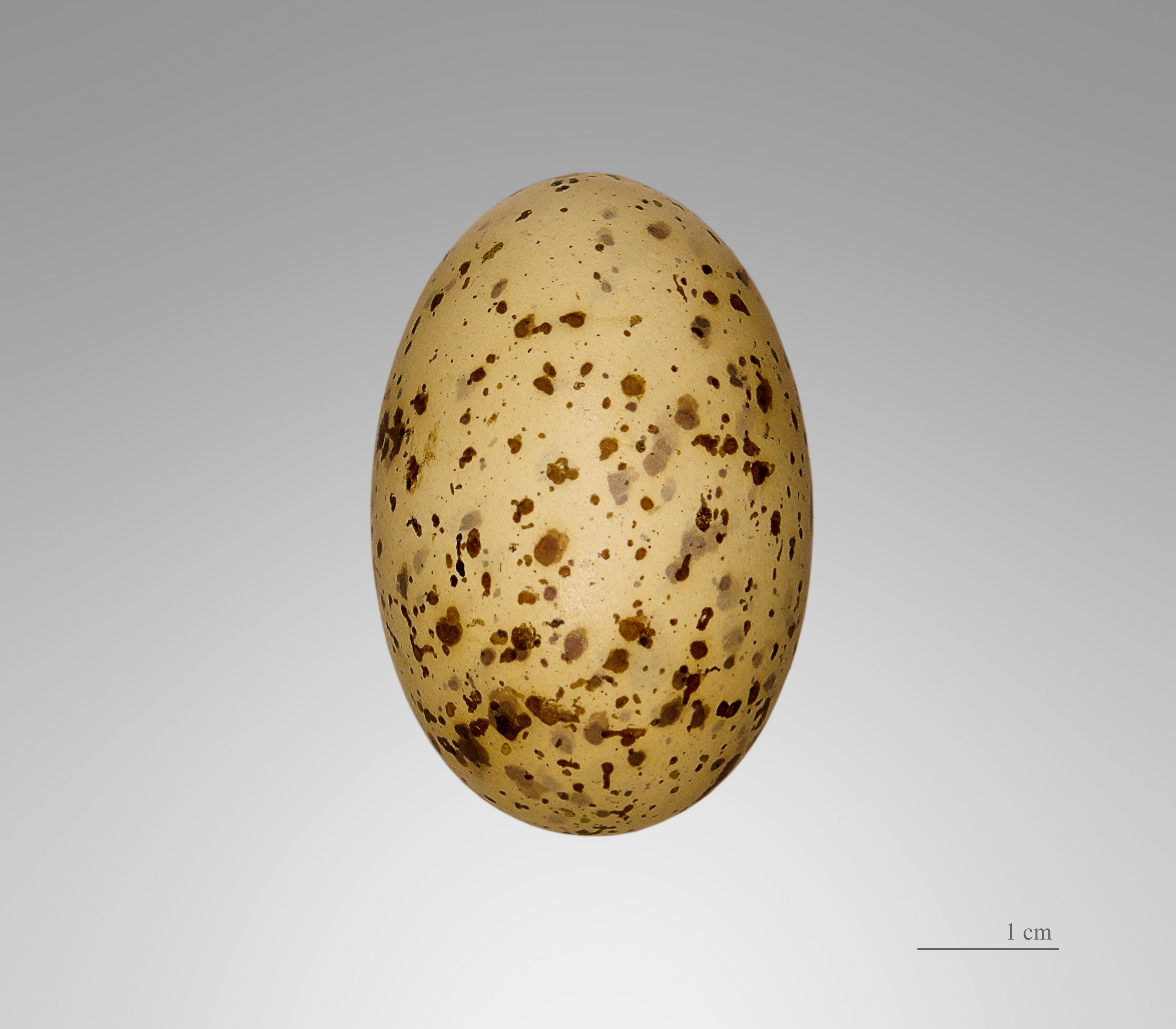
Œuf de Syrrhapte paradoxal - Muséum de Toulouse

Depuis son aire normale de nidification et d’hivernage, le Syrrhapte paradoxal fait des irruptions occasionnelles qui l’amènent à travers l’Europe jusqu’en Grande-Bretagne, où il a niché, et en Irlande. Les raisons de ces déplacements remarquables ne sont pas entièrement connues, mais ces invasions sont devenues moins fréquentes, probablement à cause de la réduction de la partie occidentale de son aire de répartition en Sibérie, due à la transformation de la steppe par l’agriculture.